# 渡辺誠一郎
渡辺 誠一郎（わたなべ せいいちろう、1950年12月13日 - ）は、宮城県塩竈市出身の俳人。1987年、佐藤鬼房に師事。1990年、鬼房主宰の「小熊座」同人。1996年、第1回小熊座賞受賞。1998年、句集『余白の轍』で第3回中新田俳句大賞スウエーデン賞受賞。2005年、宮城県芸術選奨受賞。2014年、句集『地祇』で第14回俳句四季大賞、2015年、同句集で第70回現代俳句協会賞受賞。『地祇』は580句あまりからなる第三句集で、うち100句以上は東日本大震災を詠んだものである。「小熊座」編集長。現代俳句協会、日本文藝家協会会員。

## 句集
- 余白の轍（銀蛾舎、1997年）
- 数えてむらさきに（銀蛾舎、2004年）
- 地祇（銀蛾舎、2014年）
- 赫赫（深夜叢書社、2020年）

## 俳書
- 俳句旅枕 みちの奥へ（コールサック社、2020年）
- 佐藤鬼房の百句（ふらんす堂、2021年）